# Pimpla meridionalis
Pimpla meridionalis är en stekelart som beskrevs av Pierre L. G. Benoit 1956. Pimpla meridionalis ingår i släktet Pimpla och familjen brokparasitsteklar. Inga underarter finns listade i Catalogue of Life.